# Scambus validus
Scambus validus là một loài tò vò trong họ Ichneumonidae.